# スヴェーマ
共同出資スヴェーマ公開有限会社（ウクライナ語: ВАТ Акціонерна компанія Свема）は、ウクライナの写真フィルム（映画用フィルム、X線用フィルム含む）製造の企業である。旧社名・商号の「スヴェーマ」（ロシア語: Свема）は「ロシア語: Светочувствительные материалы」の略で、「感光材料」を意味する。

## 略歴・概要

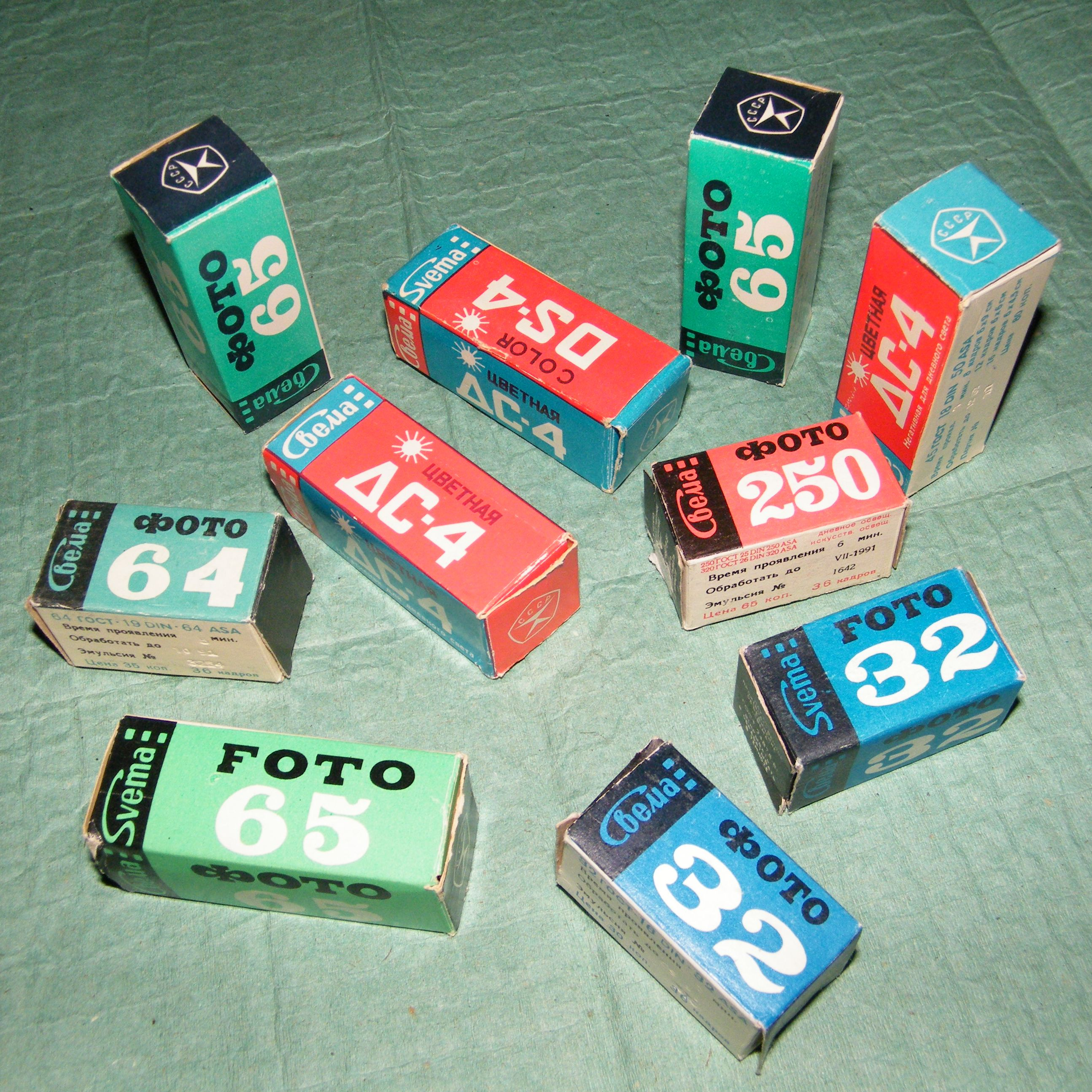
スヴェーマによる新旧の写真用フィルム製品。フォト32、フォト64、フォト65、フォト250（以上白黒ネガフィルム）、DS-4（カラーネガフィルム）。

1923年（大正12年）の第12回ロシア共産党大会、1924年（大正13年）の第13回ロシア共産党大会、および1925年（大正14年）の第14回全連邦共産党大会で、ソビエト連邦にとって映画が必要であることが議論・確認され、第15回全連邦共産党大会において、党は工場の拠点にスームィ州ショーストカを選んだ。同地は、ロシア帝国の時代には、帝国軍のための火薬工場が立地した土地であり、19世紀以来、化学工業の地となった。
1930年（昭和5年）9月、建設中の工場が未完成の段階で、ヴィクトール・フォミチ・フラウト（ウクライナ語: Віктор Фоміч Храут）が工場長に任命され、1931年（昭和6年）10月1日、当時ソビエト連邦に属するウクライナ社会主義ソビエト共和国であった同地に創業した。
1934年（昭和9年）、サイレント映画の終焉とトーキー時代の到来の時期を迎え、録音可能な映画用フィルムの生産を開始するとともに、X線用フィルムの生産も開始した。1938年（昭和13年）には、カラーフィルムの生産を開始している。第二次世界大戦を迎え、工場はシベリアのクラスノヤルスクに疎開した。
戦後の1947年（昭和22年）、ミハイロ・イワノヴィッチ・ムームジエフ（ウクライナ語: Михайло Іванович Мумжиев）が工場長に任命される。1949年（昭和24年）9月には、輸出用の製品を供給しはじめる。1954年（昭和29年）末には、磁気テープの生産を開始する。
1959年（昭和34年）には、戦前からのカラーフィルムではなく、新型のカラーフィルムの開発を始める。これにあたっては、ナチス・ドイツの崩壊を受けて、ソビエト連邦が占領したアグファのヴォルフェン工場（のちのORWO）が解体され、同工場が開発したアグファカラーの人的リソースおよびノウハウを引き継ぐことになったことが背景にあった。
1965年（昭和40年）、現在のロシア文字による商標を制定する。
1987年（昭和62年）以前は、写真用の135フィルムや120フィルム、映画用の両目（両側パーフォレーション）の16mmフィルム、同じく8mmフィルムではスタンダード8mmフィルム、ダブル8、ダブルランスーパー8、カートリッジ入りのスーパー8を生産し、16mmフィルムをキエフ写真機（ベガやキエフ30等）用に販売していた。カセットテープ、ビデオテープも製造販売していた。
1991年（平成3年）のソビエト連邦崩壊後、独立したウクライナの国有企業になる。しかし、その後は、欧米あるいは日本のフィルムと競合するだけの力は発揮されなかった。2000年（平成12年）には一旦生産をすべて停止した。
2004年（平成16年）に倒産、更生手続きに入る。2006年（平成18年）には工場が閉鎖された。2007年（平成19年）11月、ショーストカ市政の主導による投資計画「スヴェーマ工業団地」の開始を決定する。同計画のもとに、スヴェーマ旧従業員のうちの熟練した技術者、および倉庫と事務棟の土地の使用による製造の再開を提案された。同計画では、土地建物の購入またはリースによる増設でインフラを再整備し、8億ドルを超える出資を求めて、投資家を誘致しようとしている。
現在では、株式の91.6％をウクライナ国家が所有し、残りの8.4％を個人および法人が所有している。2011年（平成23年）10月、ショーストカ市内のショーストカ博物館で、同社の80周年を記念する回顧展が行なわれた。日本のレトロエンタープライズは、同社の白黒リバーサルフィルムOCh-50（ОЧ-50）のカートリッジ入りスーパー8フィルムを輸入・販売および自社現像を行なっている。オランダのスーパー8を中心とした現像場であるスーパー8・リヴァーサル・ラボは、同社の生フィルムは使用期限切れしていても性能はいいとし、撮影済みのカラーリバーサルフィルムTsO-32D（ЦО-32Д）は変色が速いと述べている。

## 製品
以下は映画用フィルムもふくめた写真フィルム製品の一覧である。

### 1987年以前
| 製品名                | 種類                     | GOST規格感度                          | DIN感度                             | ASA感度（ISO）                        | 備考                      |
| --------------------- | ------------------------ | ------------------------------------- | ----------------------------------- | ------------------------------------- | ------------------------- |
| フォト32（ФОТО-32）   | 白黒ネガフィルム         | 32                                    | 17                                  | 40                                    |                           |
| フォト65（ФОТО-65）   | 白黒ネガフィルム         | 65                                    | 20                                  | 80                                    |                           |
| フォト130（ФОТО-130） | 白黒ネガフィルム         | 130                                   | 23                                  | 160                                   |                           |
| フォト250（ФОТО-250） | 白黒ネガフィルム         | 250（デイライト） 320（タングステン） | 26（デイライト） 27（タングステン） | 250（デイライト） 320（タングステン） |                           |
| OCh-45（ОЧ-45）       | 白黒リバーサルフィルム   | 45                                    | 18                                  | 50                                    |                           |
| OCh-180（ОЧ-180）     | 白黒リバーサルフィルム   | 180                                   | 24                                  | 200                                   |                           |
| DS-4（ДС-4）          | カラーネガフィルム       | 45                                    | 18                                  | 50                                    |                           |
| TsND-32（ЦНД-32）     | カラーネガフィルム       | 32                                    | 17                                  | 40                                    |                           |
| TsO-22D（ЦО-22Д）     | カラーリバーサルフィルム | 22                                    | 15                                  | 25                                    |                           |
| TsO-32D（ЦО-32Д）     | カラーリバーサルフィルム | 32                                    | 17                                  | 40                                    | カセット入りスーパー8あり |
| TsO-65D（ЦО-65Д）     | カラーリバーサルフィルム | 65                                    | 20                                  | 80                                    |                           |

### 1990年まで
| 製品名                     | 種類                     | GOST規格感度                            | DIN感度                             | ASA感度（ISO）                        | 備考                                                 |
| -------------------------- | ------------------------ | --------------------------------------- | ----------------------------------- | ------------------------------------- | ---------------------------------------------------- |
| フォト32（ФОТО-32）        | 白黒ネガフィルム         | 32                                      | 16                                  | 32                                    |                                                      |
| フォト64（ФОТО-64）        | 白黒ネガフィルム         | 64                                      | 19                                  | 64                                    | 6.5×9 cm 大名刺判 - 30×40 cmのシートフィルム製品あり |
| フォト125（ФОТО-125）      | 白黒ネガフィルム         | 125                                     | 22                                  | 125                                   |                                                      |
| フォト250（ФОТО-250）      | 白黒ネガフィルム         | 250 （デイライト） 320 （タングステン） | 25（デイライト） 26（タングステン） | 250（デイライト） 320（タングステン） |                                                      |
| OCh-50（ОЧ-50）            | 白黒リバーサルフィルム   | 50                                      | 18                                  | 50                                    | ダブル8、およびカセット入りスーパー8あり             |
| OCh-200（ОЧ-200）          | 白黒リバーサルフィルム   | 200                                     | 24                                  | 200                                   |                                                      |
| DS-4（ДС-4）               | カラーネガフィルム       | 50                                      | 18                                  | 50                                    |                                                      |
| TsND-32（ЦНД-32）          | カラーネガフィルム       | 32                                      | 16                                  | 32                                    |                                                      |
| TsO-50D（ЦО-50Д）          | カラーリバーサルフィルム | 50                                      | 18                                  | 50                                    |                                                      |
| レポルチョール（Репортёр） | 白黒ネガフィルム         | 200                                     | 24                                  | 200                                   | 映画専用フィルム                                     |

### 1990年以降
| 製品名                | 種類             | ASA感度（ISO/GOST） | DIN感度 | 備考                                      |
| --------------------- | ---------------- | ------------------- | ------- | ----------------------------------------- |
| フォト50（ФОТО-50）   | 白黒ネガフィルム | 50                  | 18      |                                           |
| フォト100（ФОТО-100） | 白黒ネガフィルム | 100                 | 21      | 6.5×9 cm 大名刺判のシートフィルム製品あり |
| フォト200（ФОТО-200） | 白黒ネガフィルム | 200                 | 24      |                                           |
| フォト400（ФОТО-400） | 白黒ネガフィルム | 400                 | 27      |                                           |

## ギャラリー

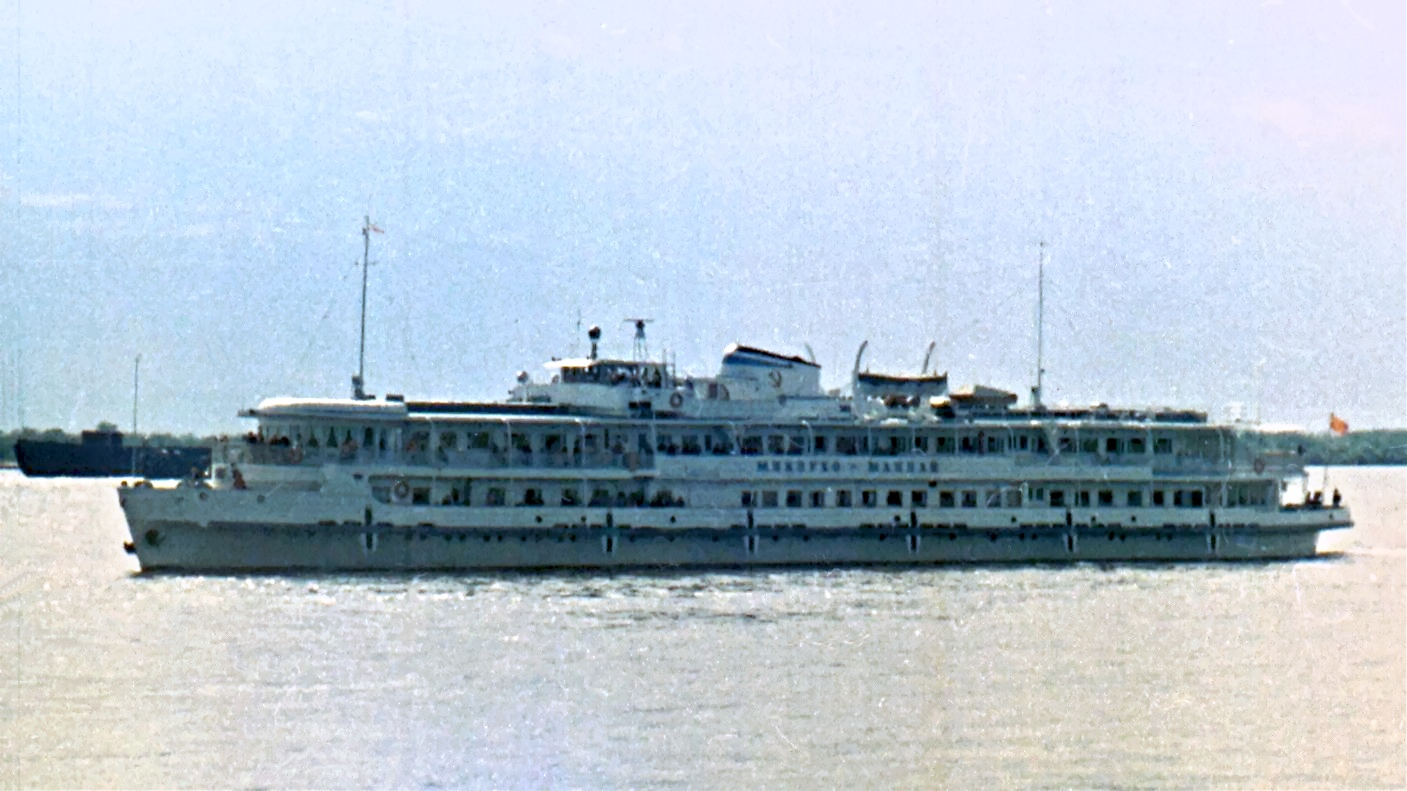
カラーネガフィルムTsND-32で撮影した写真、ハバロフスク、1982年。
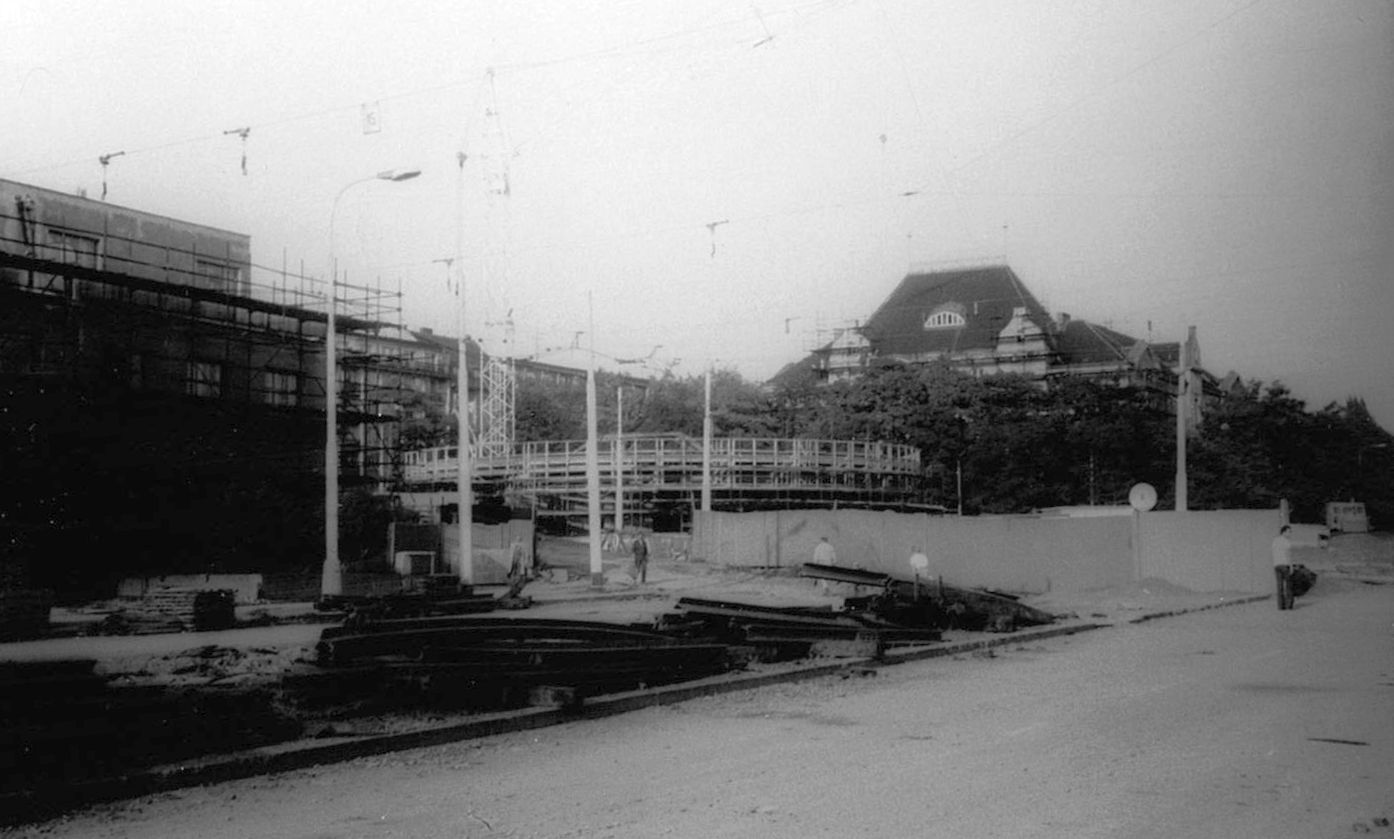
白黒ネガフィルムフォト65で撮影した写真、プラハ、1986年。
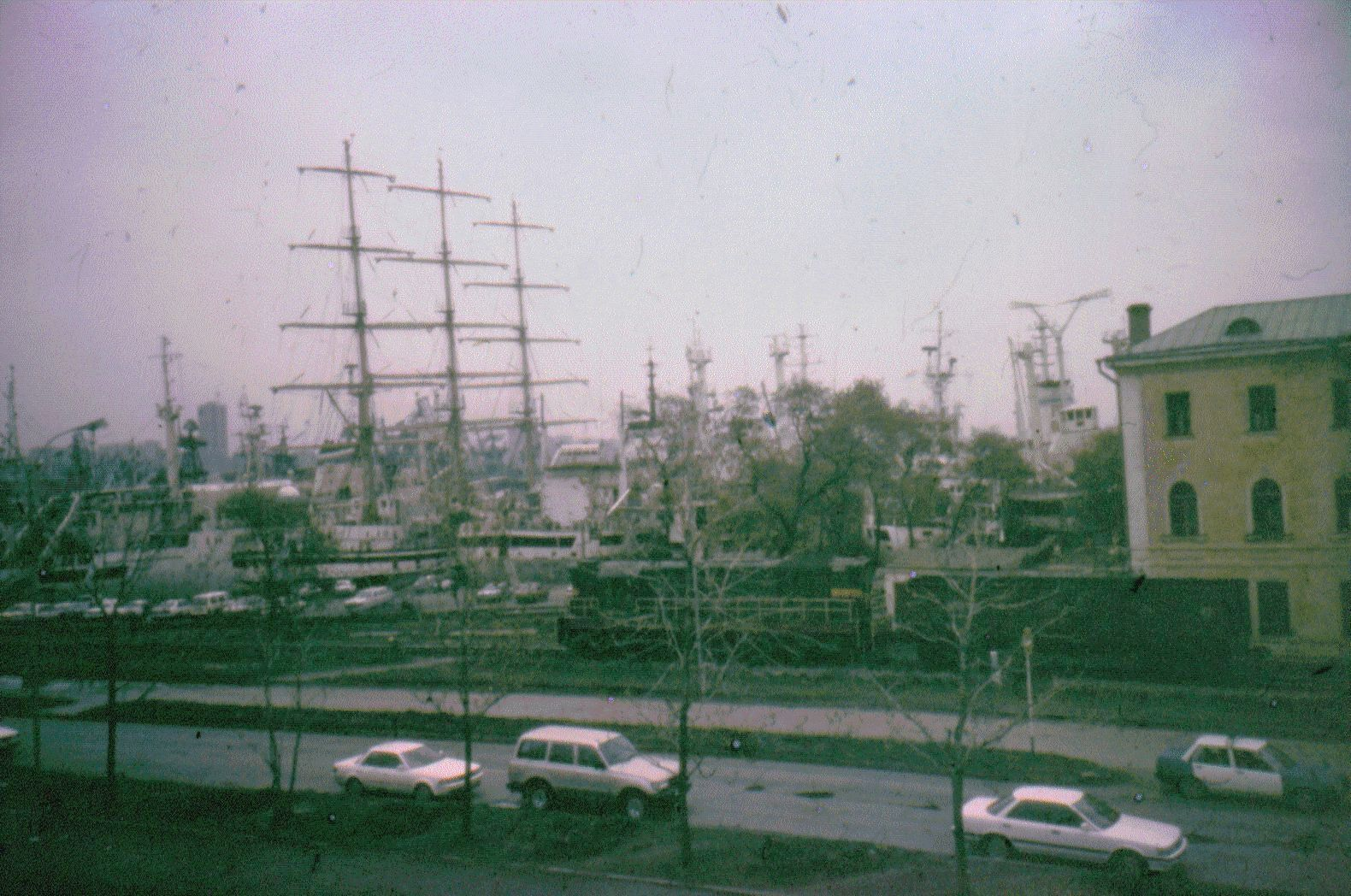
カラーリバーサルフィルムTsO-50Dで撮影した写真、ウラジオストック、1994年。